# Royal Medal
Royal Medal, även känt som Queen's Medal, är en medalj som delas ut för framstående bidrag till naturvetenskapen av Storbritanniens monark på inrådan av Royal Society.
Medaljerna instiftades först av Georg IV, då de delades ut för de främsta bidragen inom naturvetenskap det senaste året. Tidsspannet har senare förlängts, förkortats och förlängts igen till nuvarande tio år.

## Mottagare
| År   | Första                          | Andra                                      | Tredje                    |
| ---- | ------------------------------- | ------------------------------------------ | ------------------------- |
| 1826 | John Dalton                     | James Ivory                                |                           |
| 1827 | Humphry Davy                    | Friedrich Georg Wilhelm Struve             |                           |
| 1828 | William Hyde Wollaston          | Johann Franz Encke                         |                           |
| 1829 | Eilhard Mitscherlich            | Charles Bell                               |                           |
| 1830 | David Brewster                  | Antoine-Jérôme Balard                      |                           |
| 1831 | Inget pris utdelades            | Inget pris utdelades                       |                           |
| 1832 | Inget pris utdelades            | Inget pris utdelades                       |                           |
| 1833 | John Frederick William Herschel | Augustin Pyrame de Candolle                |                           |
| 1834 | John William Lubbock            | Charles Lyell                              |                           |
| 1835 | William Rowan Hamilton          | Michael Faraday                            |                           |
| 1836 | John Frederick William Herschel | George Newport                             |                           |
| 1837 | William Whewell                 | Inget pris utdelades                       |                           |
| 1838 | Thomas Graham                   | Henry Fox Talbot                           |                           |
| 1839 | Martin Barry                    | James Ivory                                |                           |
| 1840 | John Frederick William Herschel | Charles Wheatstone                         |                           |
| 1841 | Robert Kane                     | Eaton Hodgkinson                           |                           |
| 1842 | William Bowman                  | John Frederic Daniell                      |                           |
| 1843 | James David Forbes              | Charles Wheatstone                         |                           |
| 1844 | Thomas Andrews                  | George Boole                               |                           |
| 1845 | Thomas Snow Beck                | George Biddell Airy                        |                           |
| 1846 | Richard Owen                    | Michael Faraday                            |                           |
| 1847 | William Robert Grove            | George Fownes                              |                           |
| 1848 | Thomas Galloway                 | Charles James Hargreave                    |                           |
| 1849 | Gideon A. Mantell               | Edward Sabine                              |                           |
| 1850 | Thomas Graham                   | Benjamin Collins Brodie                    |                           |
| 1851 | George Newport                  | William Parsons                            |                           |
| 1852 | Thomas Henry Huxley             | James Prescott Joule                       |                           |
| 1853 | John Tyndall                    | Charles Darwin                             |                           |
| 1854 | J. D. Hooker                    | August Wilhelm von Hofmann                 |                           |
| 1855 | John Russell Hind               | John Obadiah Westwood                      |                           |
| 1856 | William Thomson                 | John Richardson                            |                           |
| 1857 | John Lindley                    | Edward Frankland                           |                           |
| 1858 | William Lassell                 | Albany Hancock                             |                           |
| 1859 | George Bentham                  | Arthur Cayley                              |                           |
| 1860 | William Fairbairn               | Augustus Volney Waller                     |                           |
| 1861 | William Benjamin Carpenter      | James Joseph Sylvester                     |                           |
| 1862 | John Thomas Romney Robinson     | Alexander William Williamson               |                           |
| 1863 | Miles J. Berkeley               | John Peter Gassiot                         |                           |
| 1864 | Warren De La Rue                | Jacob Lockhart Clarke                      |                           |
| 1865 | Joseph Prestwich                | Archibald Smith                            |                           |
| 1866 | William Kitchen Parker          | William Huggins                            |                           |
| 1867 | William Edmond Logan            | John Bennet Lawes och Joseph Henry Gilbert |                           |
| 1868 | George Salmon                   | Alfred Russel Wallace                      |                           |
| 1869 | Thomas Maclear                  | Augustus Matthiessen                       |                           |
| 1870 | William Hallowes Miller         | Thomas Davidson                            |                           |
| 1871 | John Stenhouse                  | George Busk                                |                           |
| 1872 | Thomas Anderson                 | Henry John Carter                          |                           |
| 1873 | Henry Enfield Roscoe            | George James Allman                        |                           |
| 1874 | William Crawford Williamson     | Henry Clifton Sorby                        |                           |
| 1875 | William Crookes                 | Thomas Oldham                              |                           |
| 1876 | William Froude                  | C. Wyville Thomson                         |                           |
| 1877 | Oswald Heer                     | Frederick Augustus Abel                    |                           |
| 1878 | John Allan Broun                | Albert Gunther                             |                           |
| 1879 | William Henry Perkin den äldre  | Andrew Crombie Ramsay                      |                           |
| 1880 | Joseph Lister                   | Andrew Noble                               |                           |
| 1881 | Francis Maitland Balfour        | John Hewitt Jellett                        |                           |
| 1882 | W. H. Flower                    | Lord Rayleigh                              |                           |
| 1883 | John Scott Burdon-Sanderson     | Thomas Archer Hirst                        |                           |
| 1884 | Daniel Oliver                   | George Darwin                              |                           |
| 1885 | Edwin Ray Lankester             | David Edward Hughes                        |                           |
| 1886 | Francis Galton                  | Peter Guthrie Tait                         |                           |
| 1887 | Henry Nottidge Moseley          | Alexander Ross Clarke                      |                           |
| 1888 | Ferdinand von Mueller           | Osborne Reynolds                           |                           |
| 1889 | Walter Holbrook Gaskell         | Thomas Edward Thorpe                       |                           |
| 1890 | David Ferrier                   | John Hopkinson                             |                           |
| 1891 | Charles Lapworth                | Arthur William Rucker                      |                           |
| 1892 | John Newport Langley            | Charles Pritchard                          |                           |
| 1893 | Arthur Schuster                 | Harry Marshall Ward                        |                           |
| 1894 | Victor Alexander Haden Horsley  | J. J. Thomson                              |                           |
| 1895 | James Alfred Ewing              | John Murray                                |                           |
| 1896 | Charles Vernon Boys             | Archibald Geikie                           |                           |
| 1897 | Andrew Russell Forsyth          | Richard Strachey                           |                           |
| 1898 | Walter Gardiner                 | John Kerr                                  |                           |
| 1899 | George Francis Fitzgerald       | William Carmichael McIntosh                |                           |
| 1900 | Percy Alexander MacMahon        | Alfred Newton                              |                           |
| 1901 | William Thomas Blanford         | William Edward Ayrton                      |                           |
| 1902 | Horace Lamb                     | Edward Albert Schafer                      |                           |
| 1903 | Horace T. Brown                 | David Gill                                 |                           |
| 1904 | William Burnside                | David Bruce                                |                           |
| 1905 | John Henry Poynting             | Charles Scott Sherrington                  |                           |
| 1906 | Dukinfield Henry Scott          | Alfred George Greenhill                    |                           |
| 1907 | Ramsay Heatley Traquair         | Ernest William Hobson                      |                           |
| 1908 | John Milne                      | Henry Head                                 |                           |
| 1909 | Ronald Ross                     | Augustus E. H. Love                        |                           |
| 1910 | John Joly                       | Frederick Orpen Bower                      |                           |
| 1911 | William Maddock Bayliss         | George Chrystal                            |                           |
| 1912 | William Mitchinson Hicks        | Grafton Elliot Smith                       |                           |
| 1913 | Harold Baily Dixon              | Ernest Henry Starling                      |                           |
| 1914 | William Johnson Sollas          | Ernest William Brown                       |                           |
| 1915 | William Halse Rivers Rivers     | Joseph Larmor                              |                           |
| 1916 | John Scott Haldane              | Hector Munro Macdonald                     |                           |
| 1917 | John Aitken                     | Arthur Smith Woodward                      |                           |
| 1918 | Frederick Gowland Hopkins       | Alfred Fowler                              |                           |
| 1919 | John B. Farmer                  | James H. Jeans                             |                           |
| 1920 | William Bateson                 | Godfrey H. Hardy                           |                           |
| 1921 | Frederick F. Blackman           | Frank W. Dyson                             |                           |
| 1922 | Joseph Barcroft                 | Charles Thomson Rees Wilson                |                           |
| 1923 | Napier Shaw                     | Charles J. Martin                          |                           |
| 1924 | Henry Hallett Dale              | Dugald Clerk                               |                           |
| 1925 | William Henry Perkin den yngre  | Albert Charles Seward                      |                           |
| 1926 | William Bate Hardy              | Archibald Vivian Hill                      |                           |
| 1927 | Thomas Lewis                    | John Cunningham McLennan                   |                           |
| 1928 | Robert Broom                    | Arthur Stanley Eddington                   |                           |
| 1929 | Robert Muir                     | John Edensor Littlewood                    |                           |
| 1930 | Owen Willans Richardson         | John Edward Marr                           |                           |
| 1931 | William Henry Lang              | Richard Glazebrook                         |                           |
| 1932 | Robert Robinson                 | Edward Mellanby                            |                           |
| 1933 | Patrick Playfair Laidlaw        | Geoffrey Ingram Taylor                     |                           |
| 1934 | Sydney Chapman                  | Edgar Douglas Adrian                       |                           |
| 1935 | Charles Galton Darwin           | Alfred Harker                              |                           |
| 1936 | Ralph Howard Fowler             | Edwin Stephen Goodrich                     |                           |
| 1937 | Nevil Vincent Sidgwick          | Arthur Henry Reginald Buller               |                           |
| 1938 | Ronald Aylmer Fisher            | Francis W. Aston                           |                           |
| 1939 | Paul Dirac                      | David Keilin                               |                           |
| 1940 | Patrick Maynard Stuart Blackett | Francis Hugh Adam Marshall                 |                           |
| 1941 | Edward Arthur Milne             | Ernest Laurence Kennaway                   |                           |
| 1942 | Walter Norman Haworth           | William Whiteman Carlton Topley            |                           |
| 1943 | Harold Spencer Jones            | Edward Battersby Bailey                    |                           |
| 1944 | David Brunt                     | Charles Robert Harington                   |                           |
| 1945 | John Desmond Bernal             | Edward James Salisbury                     |                           |
| 1946 | Lawrence Bragg                  | Cyril Dean Darlington                      |                           |
| 1947 | Cyril Norman Hinshelwood        | Frank Macfarlane Burnet                    |                           |
| 1948 | Harold Jeffreys                 | James Gray                                 |                           |
| 1949 | George Paget Thomson            | Rudolph Albert Peters                      |                           |
| 1950 | Edward Appleton                 | Carl Frederick Abel Pantin                 |                           |
| 1951 | Ian Heilbron                    | Howard Florey                              |                           |
| 1952 | Christopher Kelk Ingold         | Frederic Bartlett                          |                           |
| 1953 | Nevill Francis Mott             | Paul Fildes                                |                           |
| 1954 | John Cockcroft                  | Hans Adolf Krebs                           |                           |
| 1955 | Alexander Todd                  | Vincent Brian Wigglesworth                 |                           |
| 1956 | Dorothy Mary Crowfoot Hodgkin   | Owen Thomas Jones                          |                           |
| 1957 | William Vallance Douglas Hodge  | Frederick Gugenheim Gregory                |                           |
| 1958 | Harrie Stewart Wilson Massey    | Alan Lloyd Hodgkin                         |                           |
| 1959 | Rudolf Peierls                  | Peter Brian Medawar                        |                           |
| 1960 | Bernard Lovell                  | Roy Cameron                                |                           |
| 1961 | Cecil Frank Powell              | Wilfrid Le Gros Clark                      |                           |
| 1962 | Subrahmanyan Chandrasekhar      | John Carew Eccles                          |                           |
| 1963 | Robert Hill                     | Herbert Harold Read                        |                           |
| 1964 | Michael James Lighthill         | Francis William Rogers Brambell            |                           |
| 1965 | Raymond Arthur Lyttleton        | John Cowdery Kendrew                       | Henry Charles Husband     |
| 1966 | John Ashworth Ratcliffe         | Frank Yates                                | Christopher Cockerell     |
| 1967 | Cecil Edgar Tilley              | John Zachary Young                         | Joseph Hutchinson         |
| 1968 | Michael Francis Atiyah          | Walter Thomas James Morgan                 | Gilbert Roberts           |
| 1969 | George Edward Raven Deacon      | Frederick Sanger                           | Charles William Oatley    |
| 1970 | Kingsley Charles Dunham         | William Albert Hugh Rushton                | John Fleetwood Baker      |
| 1971 | Gerhard Herzberg                | Max Perutz                                 | Percy Edward Kent         |
| 1972 | Derek Barton                    | Francis Crick                              | Wilfrid Bennett Lewis     |
| 1973 | Martin Ryle                     | Rodney Robert Porter                       | Edward Penley Abraham     |
| 1974 | Fred Hoyle                      | Sydney Brenner                             | George Edwards            |
| 1975 | Edward Bullard                  | David Chilton Phillips                     | Barnes Wallis             |
| 1976 | John Warcup Cornforth           | James Learmonth Gowans                     | Alan Walsh                |
| 1977 | Peter Hirsch                    | Hugh Esmor Huxley                          | John Bertram Adams        |
| 1978 | Abdus Salam                     | Roderic Alfred Gregory                     | Tom Kilburn               |
| 1979 | Charles Frank                   | Hans Walter Kosterlitz                     | Vernon Ellis Cosslett     |
| 1980 | Denys Wilkinson                 | Henry Harris                               | John Paul Wild            |
| 1981 | Geoffrey Wilkinson              | Marthe Louise Vogt                         | Ralph Riley               |
| 1982 | Richard Henry Dalitz            | Cesar Milstein                             | William Hawthorne         |
| 1983 | John Frank Charles Kingman      | Wilhelm Siegmund Feldberg                  | Daniel Joseph Bradley     |
| 1984 | Alan Battersby                  | Mary F. Lyon                               | Alexander Lamb Cullen     |
| 1985 | Roger Penrose                   | John Bertrand Gurdon                       | John H. Argyris           |
| 1986 | Rex Richards                    | Richard Doll                               | Eric Ash                  |
| 1987 | Francis Graham-Smith            | Eric James Denton                          | Gustav Born               |
| 1988 | George K. Batchelor             | Winifred M. Watkins                        | Harold E. M. Barlow       |
| 1989 | John Charles Polanyi            | David Weatherall                           | John Vane                 |
| 1990 | Michael Berry                   | Anne McLaren                               | Olgierd Cecil Zienkiewicz |
| 1991 | Dan McKenzie                    | Michael J. Berridge                        | Basil John Mason          |
| 1992 | Simon Donaldson                 | Anthony Epstein                            | David Tabor               |
| 1993 | Volker Heine                    | Horace Barlow                              | Rodney Hill               |
| 1994 | Sivaramakrishna Chandrasekhar   | Eric H. Mansfield                          | Salvador Moncada          |
| 1995 | Robert J. P. Williams           | Paul Nurse                                 | Donald Metcalf            |
| 1996 | Andrew J. Wiles                 | Jack Heslop-Harrison                       | Robert A. Hinde           |
| 1997 | Donald Hill Perkins             | John Maynard Smith                         | Geoffrey Eglinton         |
| 1998 | Donald Charlton Bradley         | Ricardo Miledi                             | Edwin Mellor Southern     |
| 1999 | Archibald Howie                 | Patrick David Wall                         | John Frank Davidson       |
| 2000 | Keith Usherwood Ingold          | Geoffrey Burnstock                         | Timothy Berners-Lee       |
| 2001 | Sam Edwards                     | Gabriel Horn                               | Richard A. Gardner        |
| 2002 | Ray Freeman                     | Suzanne Cory                               | Richard Peto              |
| 2003 | Nicholas Shackleton             | John Skehel                                | Kenneth L. Johnson        |
| 2004 | Lord Lewis of Newnham           | Alec Jeffreys                              | James Black               |
| 2005 | Michael Fisher                  | Anthony Pawson                             | Michael Pepper            |
| 2006 | John Pendry                     | Tim Hunt                                   | David Baulcombe           |
| 2007 | James Feast                     | Cyril Hilsum                               | Tomas Lindahl             |
| 2008 | Alan Fersht                     | Philip Cohen                               | Robert Hedges             |
| 2009 | Chintamani Rao                  | Ronald Laskey                              | Chris Dobson              |
| 2010 | Peter Knight                    | Azim Surani                                | Allen Hill                |
| 2011 | Steven Ley                      | Robin Holliday                             | Gregory Winter            |
| 2012 | Tom Kibble                      | Kenneth Murray                             | Andrew Bruce Holmes       |
| 2013 | Rodney Baxter                   | Walter Bodmer                              | Peter N.T. Wells          |
| 2014 | Terence Tao                     | Tony Hunter                                | Howard Morris             |